# انحراف
انحراف یا روان‌کژی (به انگلیسی: Perversion)، شکلی از رفتار انسان است که از آنچه ارتدوکس یا هنجار تلقی می‌شود منحرف می‌شود. اگرچه اصطلاح انحراف می‌تواند به انواع مختلفی از انحراف‌ها اشاره کند، اما اغلب برای توصیف رفتارهای جنسی که به ویژه غیرعادی، دافعه یا وسواسی در نظر گرفته می‌شوند، استفاده می‌شود. انحراف با رفتار انحرافی متفاوت است، زیرا رفتار دوم حوزه‌هایی از رفتار (مانند جرایم کوچک) را دربر می‌گیرد که اصطلاح انحرافی برای آنها بسیار قوی است. اغلب آن را تحقیرآمیز تلقی می‌کنند و در ادبیات روان‌شناختی، اصطلاح پارافیلیا به عنوان جایگزین استفاده شده‌است، اگرچه این اصطلاح بحث‌برانگیز است و گاه انحراف به جای آن به کار می‌رود.